# منشية الشرفا
قرية منشية الشرفا هي إحدى القرى التابعة لمركز تمي الأمديد في محافظة الدقهلية في جمهورية مصر العربية. حسب إحصاءات سنة 2006، بلغ إجمالي السكان في منشية الشرفا 1287 نسمة، منهم 641 رجل و646 امرأة.